# Ashraf Saber
Ashraf Saber (* 2. April 1973 in Rom) ist ein ehemaliger italienischer Sprinter und Hürdenläufer, der sich auf die 400-Meter-Distanz spezialisiert hat. Mit der italienischen 4-mal-400-Meter-Staffel gewann er 1995 die Silbermedaille bei den Hallenweltmeisterschaften in Barcelona.

## Sportliche Laufbahn
Erste internationale Erfahrungen sammelte Ashraf Saber vermutlich im Jahr 1991, als er bei den Junioreneuropameisterschaften in Thessaloniki in 51,21 s die Silbermedaille im 400-Meter-Hürdenlauf gewann und mit der italienischen 4-mal-400-Meter-Staffel in 3:11,56 min den fünften Platz belegte. Im Jahr darauf siegte er bei den Juniorenweltmeisterschaften in Seoul in 50,02 s über 400 m Hürden und belegte mit der Staffel in 3:11,33 min den achten Platz. 1994 schied er bei den Europameisterschaften in Helsinki mit 50,87 s in der ersten Runde im Hürdenlauf aus und belegte mit der Staffel in 3:03,46 min den vierten Platz. Im Jahr darauf schied er bei den Hallenweltmeisterschaften in Barcelona mit 47,33 s im Halbfinale im 400-Meter-Lauf aus und gewann mit der Staffel in 3:09,12 min gemeinsam mit Fabio Grossi, Andrea Nuti und Roberto Mazzoleni die Silbermedaille hinter dem US-amerikanischen Team. Zudem gewann er bei den Militärweltspielen im Spätsommer mit der Staffel in 3:05,58 min die Bronzemedaille hinter den Teams aus Kenia und Polen. 1996 gewann er bei den Halleneuropameisterschaften in Stockholm in 46,86 s die Bronzemedaille über 400 Meter hinter dem Briten Du’aine Ladejo und Pierre-Marie Hilaire aus Frankreich. Ende Juli schied er bei den Olympischen Sommerspielen in Atlanta mit 49,71 s in der ersten Runde über 400 m Hürden aus und schied mit der Staffel mit 3:02,56 min im Semifinale aus. Im Jahr darauf verpasste er mit der Staffel bei den Hallenweltmeisterschaften in Paris mit 3:09,98 min den Finaleinzug und im August schied er bei den Freiluftmeisterschaften in Athen mit 49,36 s im Halbfinale über die Hürden aus und belegte mit der Staffel in 3:01,52 min im Finale den achten Platz. Zudem gewann sie bei den Mittelmeerspielen in Bari in 3:03,08 min die Bronzemedaille im Staffelbewerb hinter den Teams aus Algerien und Frankreich. 1998 gewann er bei den Halleneuropameisterschaften in Valencia mit neuem italienischen Hallenrekord von 45,99 s die Silbermedaille hinter dem Russen Ruslan Maschtschenko. Im August belegte er bei den Freilufteuropameisterschaften in Budapest in 45,67 s den sechsten Platz über 400 Meter und belegte mit der Staffel in 3:02,48 min den vierten Platz. Anschließend wurde er beim IAAF World Cup in Johannesburg in 46,54 s Fünfter über 400 Meter. 2001 kam er bei den Mittelmeerspielen in Tunis mit 48,75 s nicht über den Vorlauf über 400 Meter hinaus und mit der Staffel belegte er in 3:11,53 min den sechsten Platz. Im Jahr darauf schied er bei den Halleneuropameisterschaften in Wien mit 47,20 s in der Vorrunde über 400 Meter aus und 2004 beendete er seine aktive sportliche Karriere im Alter von 31 Jahren.
2000 wurde Saber italienischer Meister im 400-Meter-Lauf im Freien sowie 1995 und 1996 sowie 1998 und 2002 in der Halle.

## Persönliche Bestleistungen
- 400 Meter: 45,55 s, 26. August 1998 in Rovereto
  - 400 Meter (Halle): 45,99 s, 1. März 1998 in Valencia (italienischer Rekord)
- 400 m Hürden: 49,08 s, 5. Juni 1996 in Rom